# Ai-Ling Lee
Ai-Ling Lee ist eine Tontechnikerin.

## Leben
Lee begann ihre Karriere als Tontechnikerin und Sounddesignerin Ende der 1990er Jahre. Ihr Debüt war der Horrorfilm Trance von Michael Almereyda. Zwischen 2005 und 2012 war sie fünf Mal für den Golden Reel Award nominiert, konnte den Preis jedoch nicht gewinnen. 2016 war sie für La La Land für den Satellite Award in der Kategorie Bester Tonschnitt nominiert. Ebenfalls für diesen Film war sie 2017 für den Oscar in den Kategorien Bester Tonschnitt und Bester Ton sowie für den BAFTA Film Award in der Kategorie Bester Ton nominiert.

## Filmografie (Auswahl)
- 1999: Buena Vista Social Club
- 2000: The Million Dollar Hotel
- 2002: The Scorpion King
- 2003: Bruce Allmächtig (Bruce Almighty)
- 2004: Spider-Man 2
- 2005: Mr. & Mrs. Smith
- 2007: Stirb langsam 4.0 (Live Free or Die Hard)
- 2009: Terminator: Die Erlösung (Terminator Salvation)
- 2011: Thor
- 2013: Stirb langsam – Ein guter Tag zum Sterben (A Good Day to Die Hard)
- 2014: X-Men: Zukunft ist Vergangenheit (X-Men: Days of Future Past)
- 2016: Deadpool
- 2016: La La Land

## Auszeichnungen
- 2017: Oscar-Nominierung in der Kategorie Bester Tonschnitt für La La Land
- 2017: Oscar-Nominierung in der Kategorie Bester Ton für La La Land
- 2017: BAFTA Film Award in der Kategorie Bester Ton für La La Land
- 2019: Oscar-Nominierung in der Kategorie Bester Ton für Aufbruch zum Mond
- 2019: Oscar-Nominierung in der Kategorie Bester Tonschnitt für Aufbruch zum Mond